# Quirnheim
Quirnheim là một đô thị thuộc huyện Bad Dürkheim, trong bang Rheinland-Pfalz, phía tây nước Đức. Đô thị Quirnheim có diện tích 4,45 km², dân số thời điểm ngày 31 tháng 12 năm 2006 là 738 người.